# Cathédrale Saint-Paul de Melbourne
Cette  cathédrale n’est pas la seule cathédrale Saint-Paul.
La cathédrale Saint-Paul est le siège du diocèse anglican de Melbourne et l’un des plus importants édifices religieux d’Australie. Son édification fut décidée à partir de 1866 afin de remplacer l’ancienne cathédrale Saint-James, devenue trop exiguë. Des désaccords entre les principaux coordinateurs du projet retardèrent considérablement le début des travaux, qui ne commencèrent qu'à partir de 1880.

## Histoire
La première cathédrale à être édifiée à Melbourne fut la cathédrale Saint-James. Celle-ci se situait alors à l’angle de Little Collins Street et de William Street. Si sa construction débuta en 1842, sa consécration n’intervint qu’en 1853. Devenue rapidement inadaptée, sa démolition fut envisagée : elle fut finalement démontée en 1913 et reconstruite un peu plus loin, au niveau de l’actuelle Batman Street.
La croissance rapide de la population conduit rapidement — dès 1866 — à la décision d’édifier un nouveau sanctuaire. Cependant, des désaccords importants ne tardèrent pas à survenir entre l’architecte choisi pour exécuter le projet, le Britannique William Butterfield, et le Cathedral Erection Board, le conseil chargé de superviser les travaux. Ceux-ci débutèrent finalement en 1880, non sans quelques réticences de part et d’autre : celles-ci se traduisirent par la démission de Butterfield en 1884, qui laissa sa place à Joseph Reed, un architecte local.
Le 22 janvier 1891, la cathédrale était consacrée, cependant les travaux se poursuivirent jusqu'en 1926, moment où les flèches furent achevées. Celles-ci se distinguent du reste de l'édifice par l'emploi d'un matériau différent, qui leur confère une couleur ocre.

## Architecture
Le parti architectural choisi pour le nouveau sanctuaire est le style néo-gothique. Formant un plan en croix latine, la nef, comptant six travées, est doublée de bas-côtés. La croisée du transept supporte une tour massive, surmontée d'une flèche à crochets de forme octogonale, flanquée d'une série de pinacles.
À l’intérieur de la cathédrale se trouve un retable mêlant marbre et albâtre, incrusté de motifs en mosaïque, de même qu'un orgue, l'œuvre du facteur britannique T.C.Lewis & co, de Brixton. 
La cathédrale est également célèbre pour son carillon, lequel compte treize cloches.

## Galerie d'images

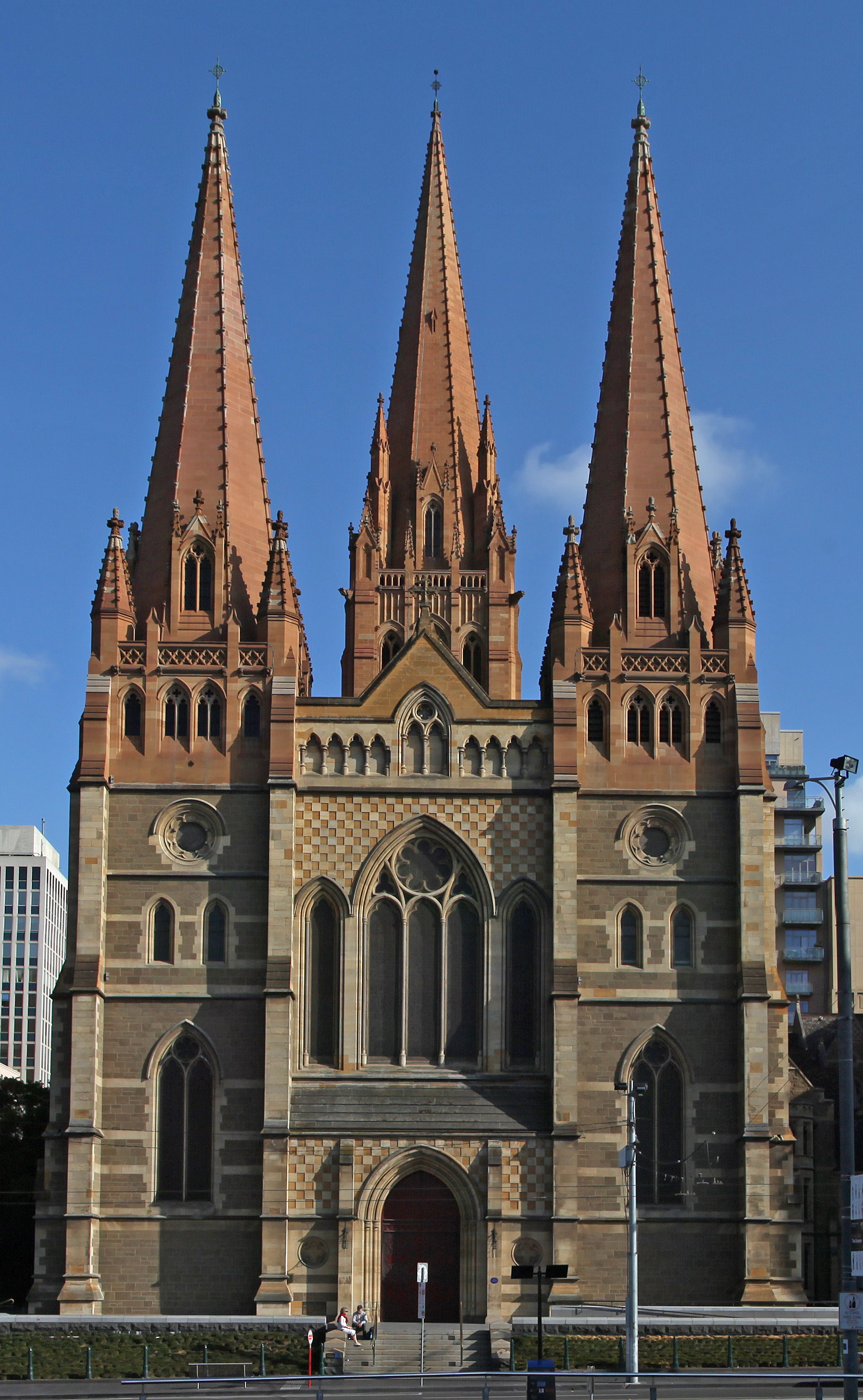
Les flèches de style  néo-gothique)
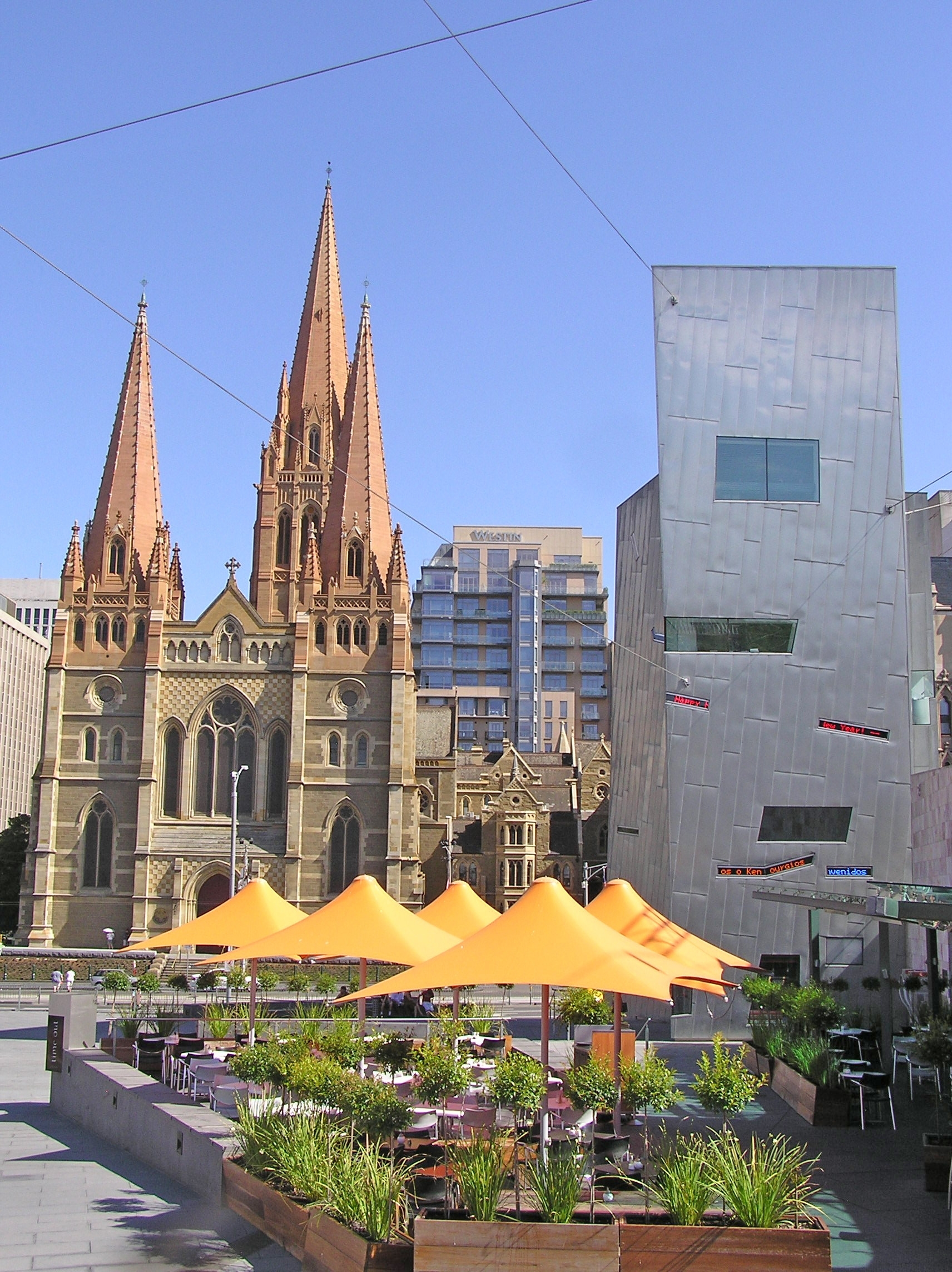
Vue depuis Federation Square
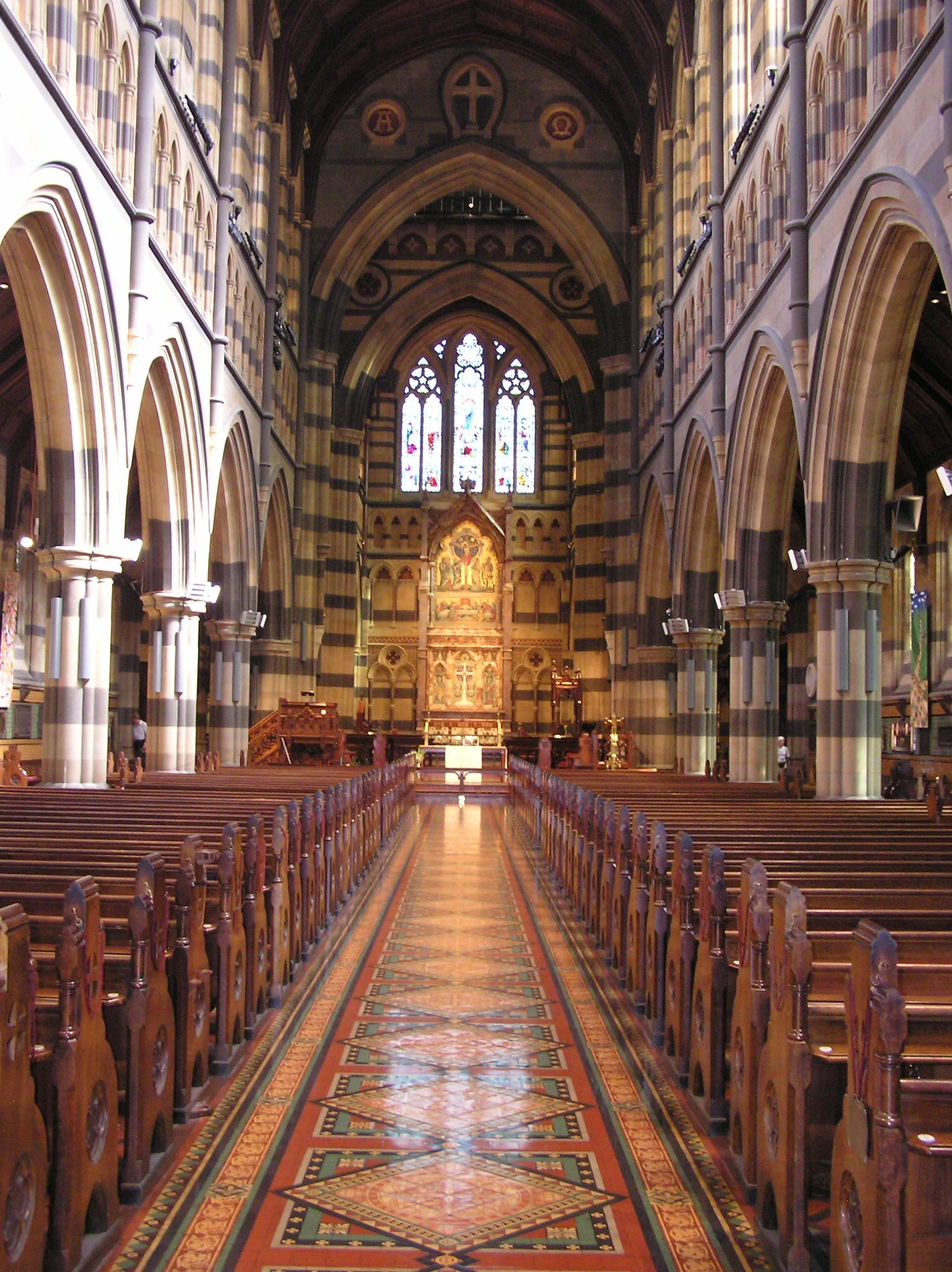
Intérieur
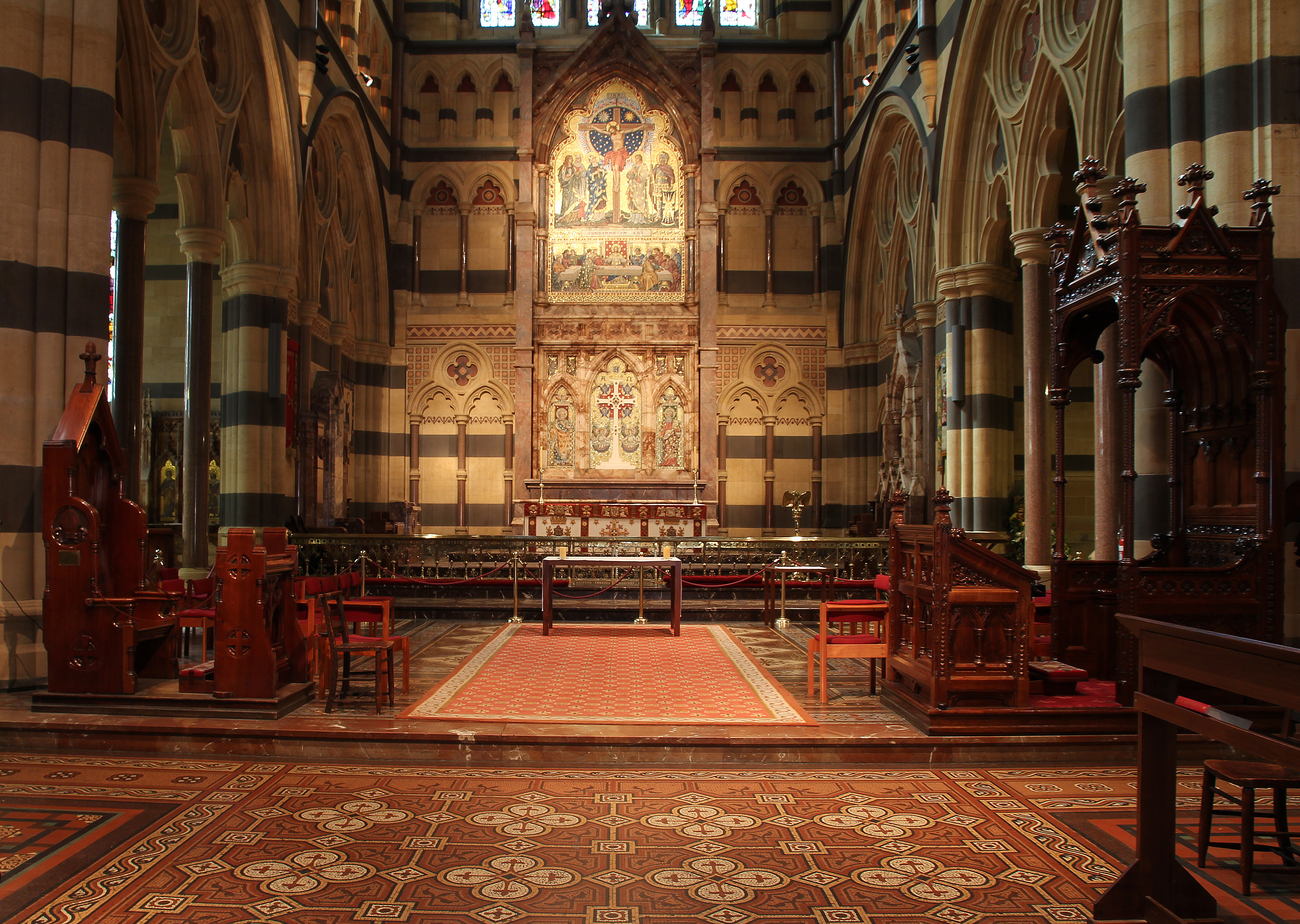
Sanctuaire
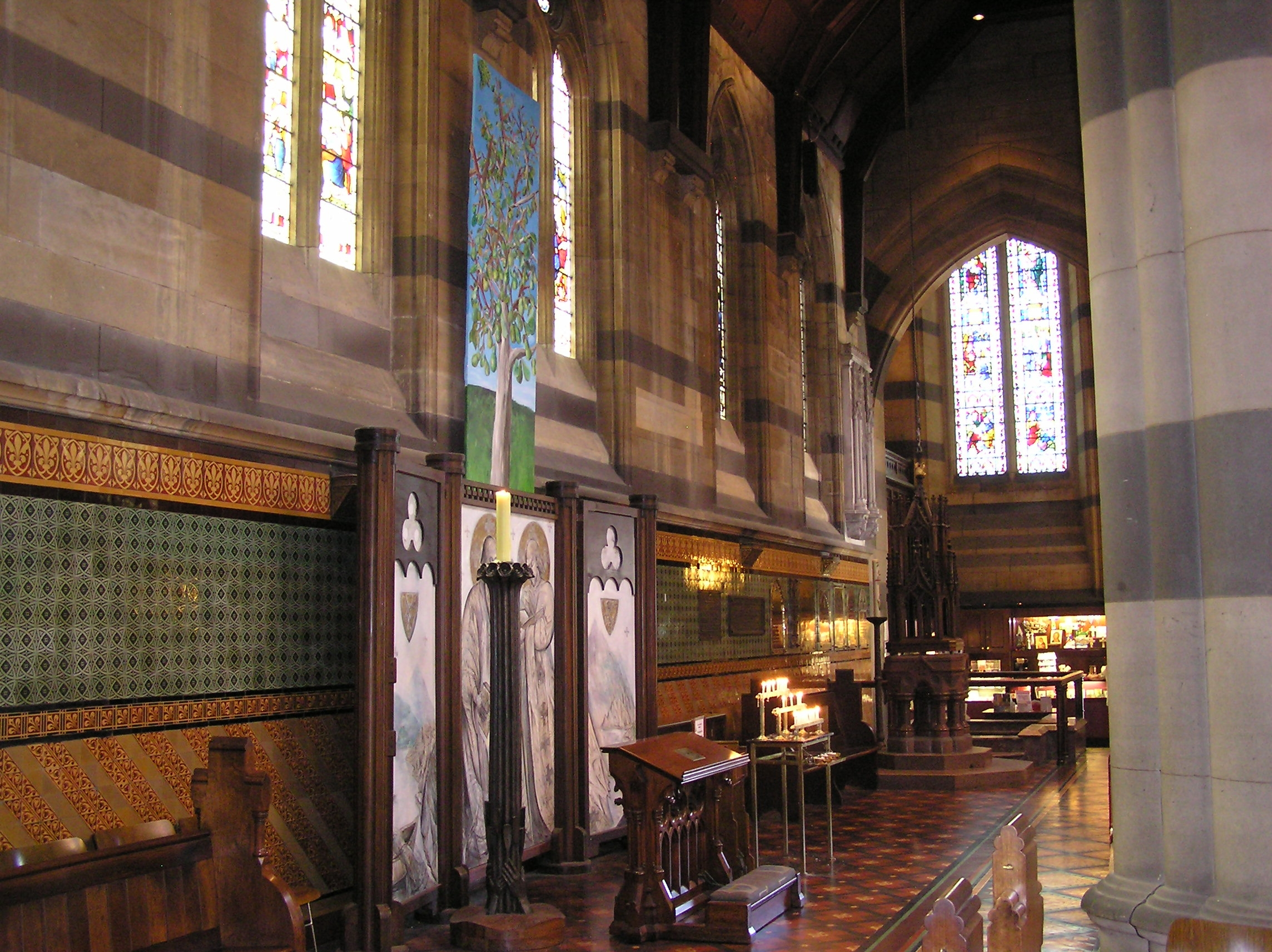
Intérieur
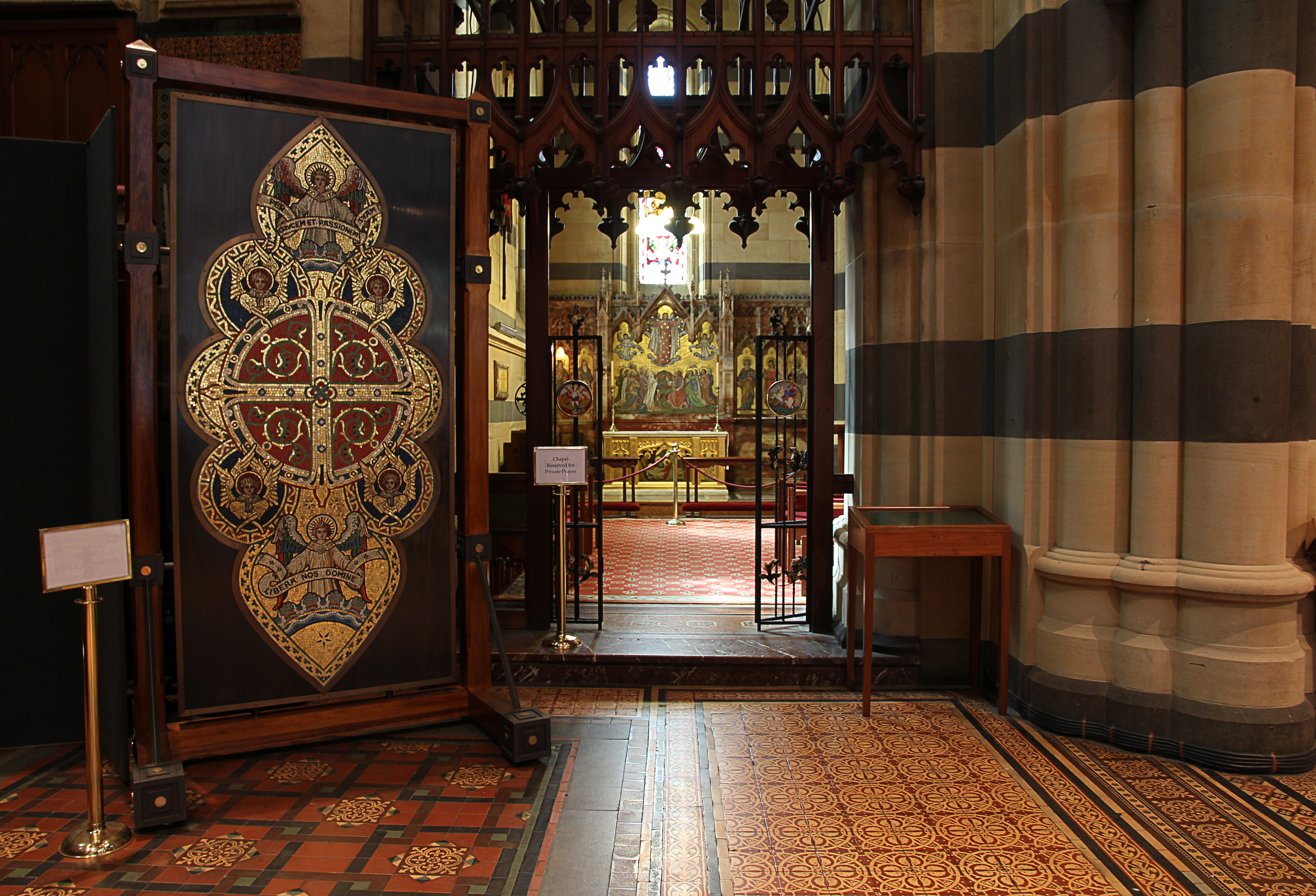
Chapelle
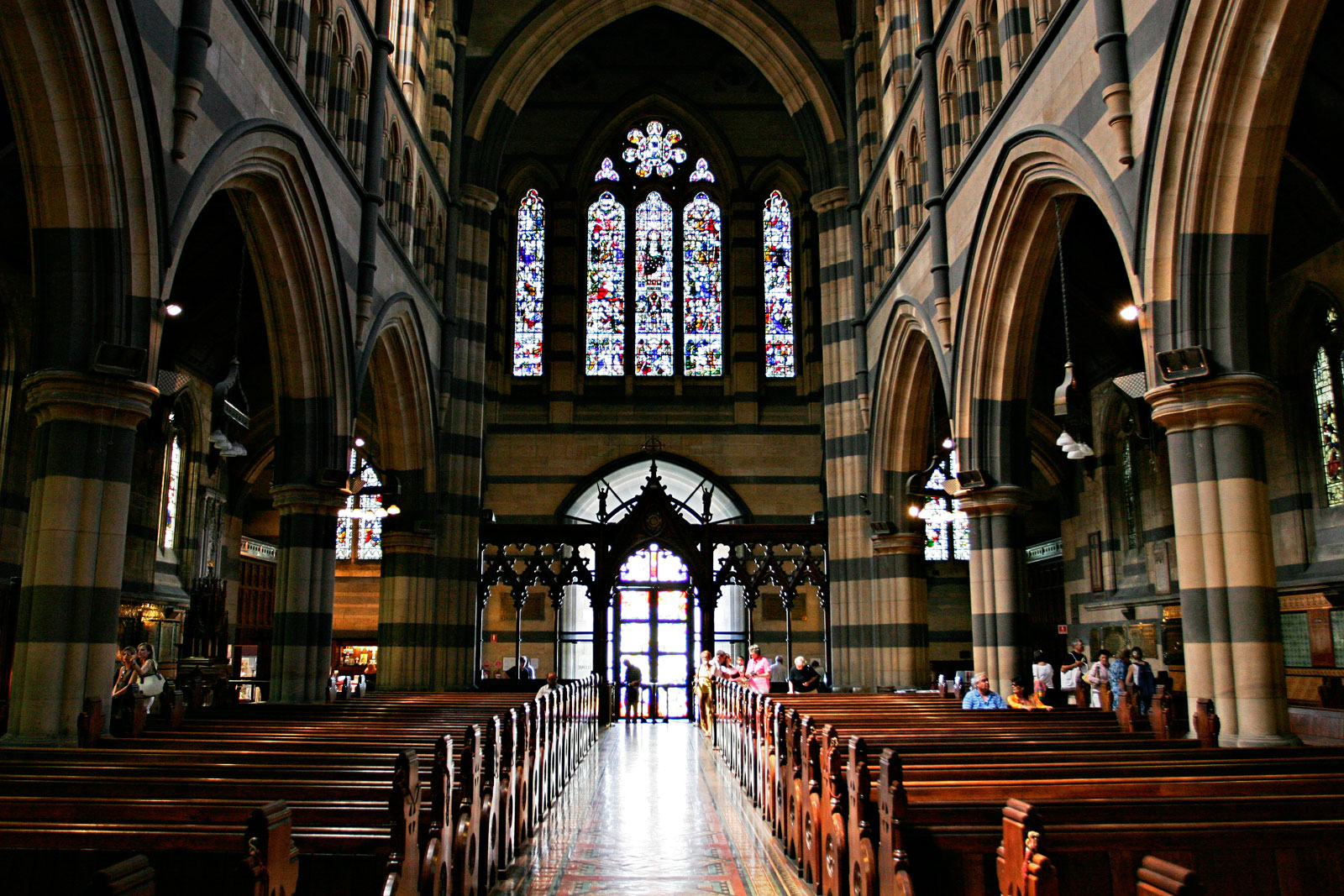
La nef
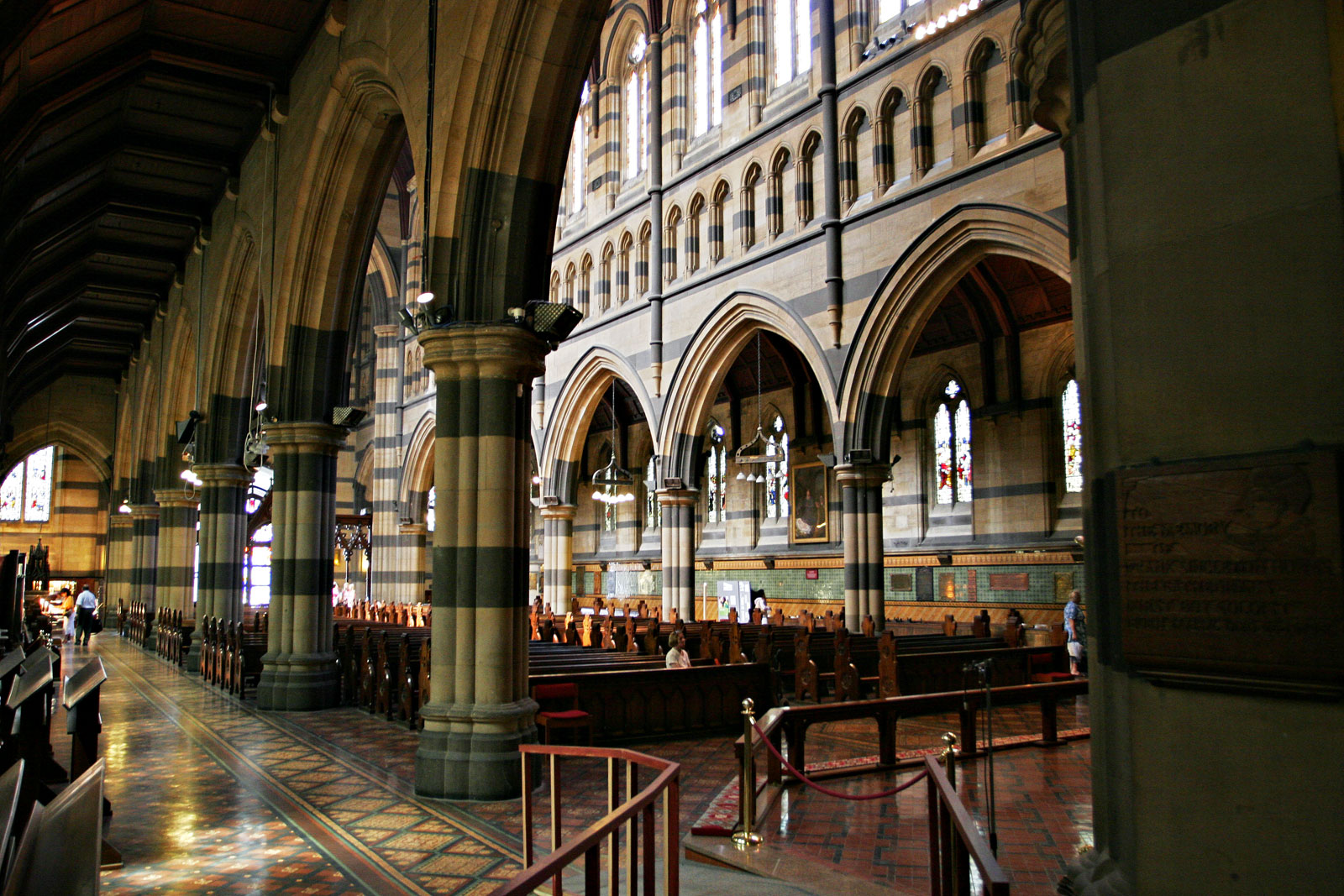
Intérieur